# Las Negritas, Dolores Hidalgo
Las Negritas är en ort i Mexiko.   Den ligger i kommunen Dolores Hidalgo och delstaten Guanajuato, i den centrala delen av landet, 280 km nordväst om huvudstaden Mexico City. Las Negritas ligger 2 006 meter över havet och antalet invånare är 342.
Terrängen runt Las Negritas är en högslätt. Runt Las Negritas är det ganska tätbefolkat, med 93 invånare per kvadratkilometer. Närmaste större samhälle är Dolores Hidalgo, 16,5 km söder om Las Negritas. Trakten runt Las Negritas består till största delen av jordbruksmark.